# Soul Coughing
I Soul Coughing sono stati una band di New York (Stati Uniti) attiva dal 1992 al 2000.

## Storia del gruppo
I Soul Coughing nascono a New York nel 1992 ad opera di Mike Doughty, Mark De Gli Antoni, Sebastian Steinberg e Yuval Gabay.
Il primo concerto della band si tiene alla Knitting Factory il 15 giugno del 1992 ed il primo nome usato della band è quello di "M. Doughty's Soul Coughing".
Nel 1993 Doughty fonda un club chiamato “Slaw” alla 313 Gallery del CBGB's con l'intento di emulare la nota compagnia/casa discografica Giant Step. Il club diventa anche possibilità di esibirsi per i Soul Coughing. Molti poster dello “Slaw” riportano la frase "Deep Slacker Jazz", la quale diventa una vera e propria descrizione del sound dei della band.
Dopo circa un anno la band sigla un contratto con la “Slash Records”, sussidiaria della nota casa discografica Warner Bros. Records con la quale escono i tre album in studio della band: Ruby Vroom nel 1994, Irresistible Bliss nel 1996 ed El Oso nel 1998.
Alcuni brani della band sono stati utilizzati per colonne sonore di film come X-Files, Batman and Robin, Tommy Boy e Spawn.
Successivamente allo scioglimento esce anche un “greatest hits” della band dal titolo “Lust in Phaze” (2002).
Dopo la fine dei Soul Coughing, Doughty ha continuato la sua carriera musicale come solista, collaborando con il produttore Brian Transeau alla realizzazione del singolo "Never Gonna Come Back Down" nel 2000 ed esibendosi dal vivo nella produzione del suo primo album intitolato “Skittish”.  Nel 2005, ha siglato un accordo con l'etichetta di Dave Matthews, la ATO Records, per la quale ha inciso tre album.
Mark De Gli Antoni ha lavorato alla realizzazione di colonne sonore.
Yuval Gabay ha formato la band ‘'’UV Ray'’' ed ha lavorato con Roni Size.
Sebastian Steinberg ha registrato e suonato con David Byrne, Dixie Chicks, William Shatner, Neil Finn, e Yerba Buena.

## Discografia

### Album in studio
- 1994 - Ruby Vroom (Slash/London Records)
- 1996 - Irresistible Bliss (Warner Music Group)
- 1998 - El Oso (Warner Music Group)

### Singoli
- 1994 - Down to This (da Ruby Vroom)
- 1995 - Sugar Free Jazz; Screenwriter's Blues (da Ruby Vroom)
- 1996 - Soundtrack to Mary;	Super Bon Bon (da Irresistible Bliss)
- 1997	Soft Serve (da Irresistible Bliss)
- 1998	Circles; St. Louise Is Listening (da El Oso)
- 1999	Rolling (da El Oso)

### Raccolte
- 2002 - Lust in Phaze – the best of Soul Coughing (Rhino Records)

### Album dal vivo
- 2004 - Tokyo, Japan 03.02.97 (Kufala Recordings)
- 2005 - New York, NY 16.08.99 (Kufala Recordings)
- 2005 - Berlin/Amsterdam 1997 (Kufala Recordings)
- 2005 - Rennes, France 03.12.94	(Kufala Recordings)
- 2005 - Live Rarities (Kufala Recordings)